# Monsieur Ibrahim und die Blumen des Koran
Monsieur Ibrahim und die Blumen des Koran (Originaltitel: Monsieur Ibrahim et les fleurs du Coran) ist ein zu einer Erzählung umgearbeitetes Theaterstück des französischen Schriftstellers Éric-Emmanuel Schmitt, das 2001 als zweites von vier Büchern der Reihe Cycle de l’invisible veröffentlicht wurde. Die deutschsprachige Erstausgabe erschien 2003 im Ammann Verlag, Zürich. Es stand 2 Wochen lang im selben Jahr auf dem Platz 1 der Spiegel-Bestsellerliste. Da diese Geschichte viele Parallelen zum Roman Du hast das Leben noch vor dir (Originaltitel: La vie devant soi) von Romain Gary aufweist, wurden gegen Schmitt Plagiatsvorwürfe erhoben. Das Buch hat sich rasch als Lektüre für den schulischen Französischunterricht etabliert.

## Das Buch
Momo: Momo (eigentlich Moses, er wird von Monsieur Ibrahim später im Buch in Momo umbenannt) ist ein elf Jahre alter jüdischer Junge, der mit seinem Vater, der Rechtsanwalt „ohne Fälle“ ist, in einer Wohnung in Paris in der Rue Bleue lebt. Seine Mutter sowie seinen – wie sich später herausstellt – imaginären, vom Vater erfundenen Bruder Popol hat er nie kennengelernt. Er versteht sich zudem nicht mit seinem geizigen und unnahbaren Vater, der ihn in einem wiederholten Akt seelischer Grausamkeit mit seinem scheinbar perfekten Bruder Popol vergleicht, der angeblich bei der Mutter lebt. Momo obliegen sämtliche Hausarbeiten und infolgedessen fühlt er sich überfordert und wie ein Sklave ausgenutzt. Das von Kälte, Misstrauen und Geheimniskrämerei geprägte Vater-Sohn-Verhältnis treibt Momo als Elfjährigen in die Arme der Prostituierten des Viertels. Bei ihnen versucht Momo die Liebe zu finden, die ihm vom Vater verwehrt wird. Er fühlt sich von ihnen zum „Mann“ gemacht.
In Monsieur Ibrahim, dem Besitzer eines kleinen Kolonialwarenladens, wo Moses zunächst Konserven stiehlt, findet er jedoch einen Freund und später auch einen Vater, da sein leiblicher Vater sich aus Verzweiflung über den Tod seiner eigenen Eltern, die einst von den Nationalsozialisten ermordet wurden, vor einen Zug wirft. Nach dem Tod von Monsieur Ibrahim bekennt Momo sich offen zum Islam, übernimmt zur Gründung einer bescheidenen Existenz den Laden des Verstorbenen und tritt aus voller Überzeugung als Arabe du coin („Araber von der Ecke“) in dessen Fußstapfen. Zusätzlich findet er einen späten Frieden mit seiner Mutter, die ihn nicht seinetwegen, sondern wegen seines Vaters verlassen hatte.
Monsieur Ibrahim: Er ist seit 40 Jahren der „Araber (an der Ecke)“ im jüdischen Umfeld der Rue Bleue, obwohl er eigentlich kein Araber, sondern türkischer Moslem aus dem Fruchtbaren Halbmond des östlichen Anatolien ist. Zudem besitzt er einen kleinen Kolonialwarenladen in derselben Straße. Weil Monsieur Ibrahim viel lächelt, aber wenig spricht, weil er aus stoischer Ruhe große Kraft zu schöpfen scheint, weil er gleichzeitig feste Größe und Notanker in hektischer Umgebung ist, gilt er nicht nur bei Momo, sondern im ganzen Viertel als Weiser. Er wird zur zentralen Figur in Momos Leben als sein verlässlicher, gütiger Berater und weitsichtiger, bisweilen verschmitzt-schlitzohriger Mentor.
Für seinen jungen Schützling Momo erfüllt er eine Art Brückenfunktion zur Erwachsenenwelt. Er stärkt dessen unter anderem durch den Vater angeschlagenes Selbstbewusstsein, indem er ihm das Gefühl gibt, trotz aller Schwächen und Unzulänglichkeiten angenommen und geliebt zu werden. Nach dem Selbstmord Momos von Arbeitslosigkeit betroffenen Vaters adoptiert Monsieur Ibrahim den Jungen und wird so für Momo der Vater, den er nie hatte. In den darauf folgenden Tagen und Monaten versucht Monsieur Ibrahim, Momo auf einer Art Erziehungs- und Bildungsreise die Schönheiten und die Werte der Welt, den Weg zum Glück und den Sinn für das „richtige“ Leben nahezubringen, wie ihn die Leitsätze des Koran wegweisend lehrten.
Nachdem er ihm schon zuvor Paris gezeigt hat, führt die Reise zunächst in die Normandie und schließlich zum Fruchtbaren Halbmond, wo sie nach einer abenteuerlichen Autofahrt landen. Hier, in der Gegend, wo Monsieur Ibrahim geboren wurde, schließt sich für ihn der Lebenskreis. Er stirbt bei einem Autounfall, ohne Bitterkeit, mit dem Gefühl eines erfüllten Lebens und im Bewusstsein, seinen Erziehungsauftrag an Momo vollendet zu haben. In weiser Voraussicht hat Monsieur Ibrahim für Momo vorgesorgt: Er hinterlässt ihm alles Geld, seinen Laden und seinen Koran.

### Auszeichnungen
- 2004: Deutscher Bücherpreis (Publikumspreis)

## Der Film
2003 wurde das Buch von François Dupeyron verfilmt (siehe Monsieur Ibrahim und die Blumen des Koran). Für seine Rolle als Monsieur Ibrahim hat Omar Sharif 2004 den César als bester Hauptdarsteller erhalten.

### Ausgaben (Auswahl)
- Eric-Emmanuel Schmitt: Monsieur Ibrahim und die Blumen des Koran (Originaltitel: Monsieur Ibrahim et les fleurs du Coran, Michell, Paris 2001, übersetzt von Annette und Paul Bäcker), Fischer-Taschenbuch-Verlag, Frankfurt am Main 2004, ISBN 978-3-596-16117-1 (Lizenz des Ammann-Verlags Zürich 2003, ISBN 3-250-60055-5).
- Éric-Emmanuel Schmitt: Monsieur Ibrahim et les fleurs du Coran Albin Michel, Paris 2010, ISBN 978-2-22-612626-9 (französisch).
- Éric-Emmanuel Schmitt: Monsieur Ibrahim et les fleurs du Coran, 2., bibliographisch ergänzte Ausgabe, Reclam-Verlag, Ditzingen 2011, ISBN 978-3-15-009118-0 (Reclams Universal-Bibliothek, 9118: Fremdsprachentexte, französisch mit deutschen Übersetzungen der schwierigen Wörter).

### Hörbücher
- Éric-Emmanuel Schmitt: Monsieur Ibrahim und die Blumen des Koran (Gelesen von Matthias Ponnier, Regie Ulrich Biermann) Der Audio Verlag, Berlin 2003, ISBN 3-89813-278-1 (1 Audio-CD, 80 Minuten).
- Éric-Emmanuel Schmitt: Monsieur Ibrahim und die Blumen des Koran (Gelesen von Jean Yves), digital publishing, Berlin 2004, ISBN 978-3-89747-347-8 (CD-ROM, Audio-CD ca. 70 Min. mit 52 S. Textheft als Medienkombination zum Französischlernen).

### Hörspiel
- 2001: Monsieur Ibrahim und die Blumen des Koran. Norddeutscher Rundfunk.[2]

### Sekundärliteratur
- Wolfhard Keiser: Textanalyse und Interpretation zu „Monsieur Ibrahim et les fleurs du Coran“ (= Königs Erläuterungen und Materialien. Band 487). Bange, Hollfeld 2012, ISBN 978-3-8044-1984-1.
- Ernst Kemmner: Eric-Emmanuel Schmitt, „Monsieur Ibrahim et les fleurs du Coran“. Reclam, Stuttgart 2007 (= Reclams Universalbibliothek. Band 15393).
- Laure Soccard: Éric-Emmanuel Schmitt: „Monsieur Ibrahim et les fleurs du Coran“ (= Dossier pédagogique, französische Lektüre für die Oberstufe. []). Klett, Stuttgart 2009, ISBN 978-3-12-597248-3.